# Noemí Kazán
Noemí Kazán (Buenos Aires, Argentina, 23 de septiembre de 1937 - ibídem, 18 de abril de 1993) fue una actriz de cine, teatro y televisión argentina.

## Carrera
Noemí Kazán fue una notable actriz cómica de reparto que tuvo pequeñas participaciones en filmes en la década del '80, junto a figuras como Tristán, Juan Carlos Calabró, Chela Ruiz, Víctor Laplace, Selva Alemán, Cristina del Valle, Ana María Picchio, Ana María Giunta, Juan Manuel Tenuta, entre muchos otros.
Apodada "La Colorada", en el escenario se caracterizó por plasmar en decenas de sus personajes su notable naturalidad.

## Filmografía
- 1983: Diablito de barrio
- 1986: Chechechela, una chica de barrio
- 1988: Mamá querida[3]

## Televisión
- 1982: Crecer con papá.
- 1982: Las 24 horas.
- 1993: El árbol azul.[4]

## Teatro
- Buenos Aires canta al mundo (1965), estrenada en el Teatro Presidente Alvear. La obra estaba escrita por Cacho Carcavallo, Martín Darré y Mariano Mores, con guiones humorísticos realizados por Gerardo Sofovich y Hugo Sofovich, y diez cuadros musicales, recreando distintas partes del mundo y los estilos musicales de estas, como París, el Lejano Oeste, Chicago, Japón, etc. El elenco musical estaba integrado por Eddie Pequenino, Violeta Rivas, Nito Mores, Lorenzo Alessandría, Los Arribeños, Daniel Cicaré, Oscar Ferro, Dayna Fridman, Osvaldo Guerrero, Alberto Irízar, Mario Jordán, Noemí Kazán, Los Mac Ke Mac's, Ubaldo Martínez, Javier Portales, Violeta Rivas, Alba Solís, los bailarines Mayoral y María Elena, José Luis Paz y Víctor Valli.
- Che, Argentina... ¿Sos o te hacés? (1972), estrenada en el Teatro ABC.[5]
- Marat-Sade (1973) de Peter Weiss, junto con Saúl Savo, Ada Noceti, Néstor Rivera, Aimovici, Mara Lasio, Natalio Hoxman, Hugo Soto, Ruth Reisin, Carlos Román, Haydée Zanga, Leonardo Belin, María Rosa Yorio, Ernesto Michel, Lucila Maquieira, Jorge Drljich, Marta Silva, etc., con la dirección de Federico Wolff.[6]
- Tiempo de descuento (1979), de Daniel Pérez Guerrero, estrenado en la sala del teatrillo - Tandil.
- El taller (1981), de Jean-Claude Grumberg y con dirección de Julio Baccaro, en compañía de Hilda Bernard, Elita Aizemberg, Olga Berg, María Elena Sardi, Miryam Strat, Meme vigo, Jorge Macchi, Oscar Pedraza, Manuel Cruz, entre otros.
- El corso (1982), estrenada en el Teatro Odeón, junto con Dora Prince, Laura Bove, Miriam Strat, Marcos Leibovic, Oscar Núñez, Pablo Giovine, y gran elenco.
- Gotán, ópera rantifusa (1989/90/91/92) de Julio Tahier, que ganó el Premio Moliére y una Estrella de Mar. Junto con Gustavo Cerrini, David Sneck y María Silvia Várela.[7]